# Robert Leuenberger
Robert Leuenberger (* 8. April 1916 in Burgdorf; † 1. Oktober 2004 in Männedorf) war ein Schweizer evangelisch-reformierter Theologe.

## Leben
Der Sohn eines Importkaufmanns studierte von 1937 bis 1945 Germanistik und Geschichte an den Universitäten Bern und Zürich und promovierte 1948 in Bern. Von 1946 bis 1957 arbeitete er als Gymnasiallehrer in Biel. Er studierte Theologie an den Universitäten Basel und Zürich. Von 1957 bis 1965 arbeitete er als Studentenseelsorger und Leiter der Kirchlich-Theologischen Schule in Basel. 1964 wurde er an der Universität Basel promoviert und habilitiert. Von 1965 bis 1983 war er ordentlicher Professor für praktische Theologie an der Universität Zürich. Von 1974 bis 1976 stand er der Universität als Rektor vor. Die Universität Genf zeichnete ihn mit einem Ehrendoktorat aus.
Robert Leuenberger war ab 1945 verheiratet. Der Politiker Moritz Leuenberger und der Künstler Dieter Leuenberger sind seine Söhne.

## Schriften (Auswahl)
- Die Bibel in der deutschen Predigt des Mittelalters vor den Anfängen der Mystik. Dissertation, Universität Bern, 1948.
- Pfarrernot: Stunde der Kirche. Evangelischer Verlag, Zollikon 1959.
- Berufung und Dienst: Beitrag zu einer Theologie des evangelischen Pfarrerberufes. EVZ, Zürich 1966 (Dissertation, Universität Basel, 1964).
- Der Tod: Schicksal und Aufgabe. Theologischer Verlag, Zürich 1971.
- Hrsg. mit Erich Feifel, Günter Stachel, Klaus Wegenast: Handbuch der Religionspädagogik. Benziger, Zürich 1973–1975.
- Taufe in der Krise: Feststellungen, Fragen, Konsequenzen, Modelle. Quell, Stuttgart 1973.
- mit Peter Schulz: Predigt ausserhalb des Kirchenraumes: Homiletische Überlegungen zu Radiopredigten. Theologischer Verlag, Zürich 1973.
- Die Proklamation des Glücks: Acht Predigten über die Seligpreisungen. Walter, Olten/Freiburg im Breisgau 1974.
- Problemlose Kirche? Ein Standpunkt. Theologischer Verlag, Zürich 1977.
- Erwogenes und Gewagtes: Eine Sammlung seiner Aufsätze als Festgabe zum 70. Geburtstag. Hrsg. von Friedhelm Grünewald. Theologischer Verlag, Zürich 1986.
- Zeit in der Zeit: Über das Gebet. Theologischer Verlag, Zürich 1988.
- Glauben: Das apostolische Bekenntnis verstehen. Theologischer Verlag, Zürich 1993.
- Die Vernunft des Herzens: Studien zu Blaise Pascal. Theologischer Verlag, Zürich 1999.
- Jacqueline Pascal: Die Schwester des Philosophen. Theologischer Verlag, Zürich 2002.